# Seerau im Drawehn
Seerau (vgl. slawisch/altpolabisch zirava ‚Weideland‘) ist ein Ortsteil der Gemeinde Küsten in der Samtgemeinde Lüchow (Wendland) im niedersächsischen Landkreis Lüchow-Dannenberg. Der Ort liegt im Drawehn fünf km westlich von Lüchow in der Niederen Geest in Nachbarschaft zu Meuchefitz.
1330 wird das Dorf Zireve im Lüneburger Lehnsregister erstmals erwähnt. Zu Beginn des 19.  Jahrhunderts besteht das Dorf aus acht nebeneinanderliegenden Höfen, die sich um einen dreieckigen Dorfplatz gruppieren. Die Anordnung ist heute durch Veränderungen der Bauten und Hofzusammenlegungen nicht mehr zu erkennen. Die Einwohnerzahl schwankte im 19. Jahrhundert um die 70 Einwohner. Seerau und Meuchefitz werden 1929 zu einer Gemeinde zusammengelegt und 1972 im Rahmen der Gemeindegebietsreform zu einem Ortsteil von Küsten. Seerau gehört zur Kirchengemeinde Meuchefitz.